# Яковлев, Константин Фёдорович (писатель)
Константин Фёдорович Яковлев (14 октября 1924 — 3 мая 1978) — советский военный инженер, писатель и журналист, член союза писателей СССР.

## Биография
Константин Фёдорович Яковлев родился 14 октября 1924 года в деревне Королёво (ныне в Ярославском районе Ярославской области) в рабочей семье. Мать, Александра Ивановна, — простая скромная труженица фабрики «Красные Ткачи», отец, Фёдор Алексеевич, — активист, работал на той же фабрике. В их семье был ещё один сын, Николай, — вдумчивый, талантливый мальчик. С большим уважением относились односельчане к Яковлевым, которые были честными и отзывчивыми людьми. Эти качества стали жизненными принципами сыновей. 
Двоюродный брат — советский и российский политический деятель Александр Николаевич Яковлев.
Азы грамотности Константин получил в Васильевской школе у своей первой учительницы Марии Михайловны Размолодиной.
В 1937 году семья переехала в Красные Ткачи. Здесь Константин впервые серьёзно увлёкся литературой и стал заниматься у Клавдии Семеновны Сайкиной — учительницы русского языка и литературы Красноткацкой средней школы. Проницательная учительница угадала в застенчивом юноше большой талант литератора. А он, в свою очередь, был восхищён её уроками.
В 1941 году Константин на «отлично» закончил 9 классов Красноткацкой средней школы. С начала войны был на трудовом фронте, рыл окопы, потом — в Ленинградском Краснознаменном военно-инженерном училище им. А. А. Жданова в Костроме, которое оставил после смерти брата Николая и добился направления в действующую армию в звании сержанта. Был сапёром. Победу встретил в Москве, где располагалась его часть. Воинскую службу закончил в 1947 году в должности командира отдельного мотопрожекторного полка в звании капитана.
После демобилизации с марта 1947 года работал на фабрике «Красные Ткачи», однако мечтал учиться и стать писателем. С 1947 по 1951 год — студент Ярославского пединститута имени Ушинского. Учился в аспирантуре. Его призванием была литература, и служению ей он отдавал всё время, силы, душу и сердце.
В педагогическом институте встретил Жозефину Ивановну Журавлёву, ставшую ему женой и сыгравшую огромную роль в его жизни. В семье Яковлевых было трое детей: дочь и два сына.
После окончания университета работал корреспондентом газеты «Северный рабочий», публикуя там очерки о людях родного края. С 1955 по 1978 года работал в Верхне-Волжском издательстве редактором, заведующим редакцией художественной литературы. Как редактора его отличали любовь к литературе, дар понимать значительность автора, открывать таланты, давать дорогу «лучшему».
Был награждён орденом Трудового Красного Знамени и медалями. В 1973 году принят в члены Союза писателей СССР.
Скончался 3 мая 1978 года после продолжительной болезни. Похоронен на Чурилковском кладбище (Ярославль).

## Воспоминания современников
Писатель Алексей Федорович Грачёв вспоминал:
«Он столько сделал для меня, что стал божеством, как бог Ра в Египте. А его поддержка — похвала, сияющая до сих пор, как серебряная или золотая медаль, в моей памяти».
Фотограф Олег Николаевич Полещук в одном из интервью отметил:
«В 1957 году я познакомился с Константином Федоровичем Яковлевым. Именно он научил меня пониманию природы, вниманию и любви к ней. Этому немало способствовали совместные походы за грибами, на рыбалку и просто неспешные прогулки по лесу. В молодости я был азартным охотником, но под влиянием Константина Фёдоровича забросил это занятие, а точнее — поменял оружие, с которым и теперь прихожу к Лесу, к Природе».
Из воспоминаний писателя Бориса Михайловича Сударушкина:
«Несколько лет мне довелось работать под его руководством в редакции художественной литературы Верхне-Волжского издательства, и я на себе испытал, каким требовательным и опытным редактором был Константин Фёдорович, как внимательно относился к каждому написанному им слову и к каждой отредактированной им книге».
«Когда К. Ф. Яковлев, прочитав рукопись, вернул её мне, она практически вся была испещрена его красным карандашом. Конечно, по неопытности (это была моя первая самостоятельная книга) я допустил много стилистических ляпов, которые добросовестно отметил Константин Фёдорович. Но почти столько же замечаний было и другого характера. Поскольку мои герои занимались сдачей сложного глубоководного оборудования, снабжённого электроникой, автоматикой, телемеханикой, мне невольно пришлось очень часто употреблять технические термины, в том числе иноязычного происхождения. И вот здесь Константин Федорович буквально напустился на меня — почти напротив каждого такого термина писал на полях, что надо найти другие, русские слова, а не засорять повествование „иностранщиной“. Я схватился за голову — во многих случаях эта задача была просто неразрешимой. Но Константин Фёдорович был неумолим».

## Комментарии
1. ↑  По другим данным — 15 октября 1924[1].